# Saro udde
Saro udde (finska: Saaronniemi) är en udde i Finland. Den ligger i  Åbo ekonomiska region  och landskapet Egentliga Finland, i den sydvästra delen av landet, 160 km väster om huvudstaden Helsingfors. Udden ligger på ön Runsala.
Terrängen inåt land är platt. Havet är nära udden åt sydväst. Runt Saro udde är det tätbefolkat, med 735 invånare per kvadratkilometer. Närmaste större samhälle är Åbo, 9,9 km öster om udden. 